# Danasari (Pemalang)
Danasari is een bestuurslaag in het regentschap Pemalang van de provincie Midden-Java, Indonesië. Danasari telt 6182 inwoners (volkstelling 2010).